# 天主教哥倫比亞軍中教長區
天主教哥倫比亞軍中教長教區（拉丁語：Ordinariatus Militaris Colombiae）是哥倫比亞一個天主教的軍中教長區，直屬聖座，負責牧養信奉天主教的哥倫比亞軍人及其家眷。
教長區座堂位於首都波哥大。2004年有241個堂區、150名司鐸、六名修士、五名修女。現任教長為法比奧·蘇埃斯昆·穆蒂斯。
1949年10月13日成立軍中代牧區，1986年7月21日被升為教長區。